# Clematis marmoraria
Clematis marmoraria là một loài thực vật có hoa trong họ Mao lương. Loài này được Sneddon mô tả khoa học đầu tiên năm 1975.

## Hình ảnh

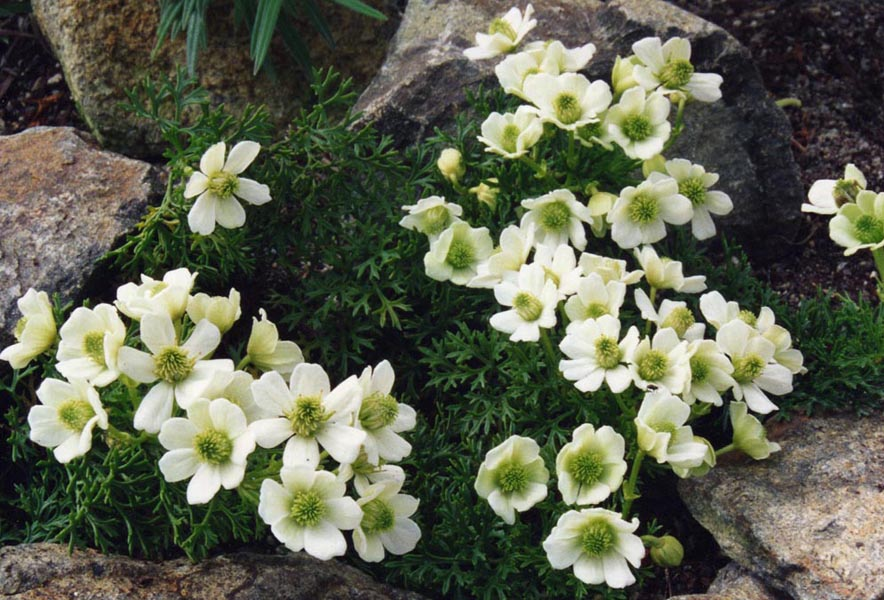
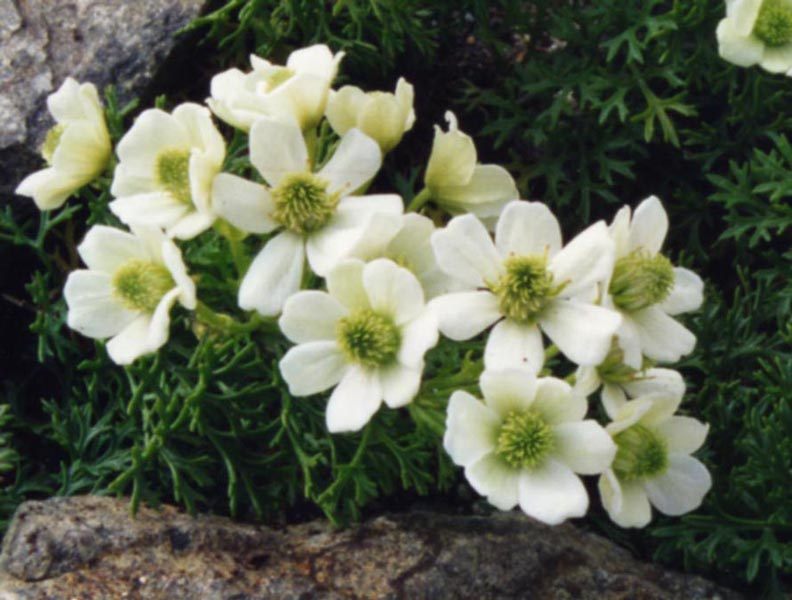
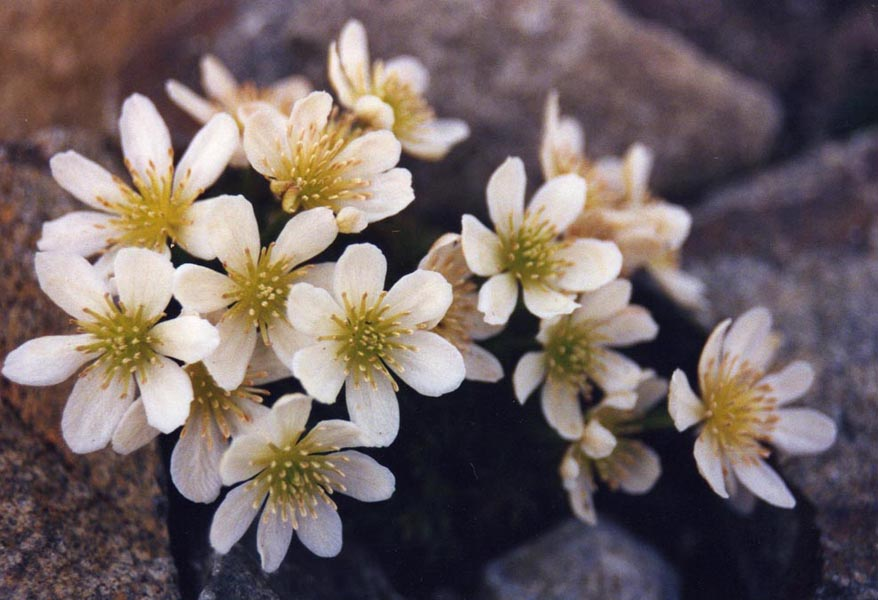